# 工藤俊作 (海軍軍人)
工藤俊作（1901年1月7日—1979年1月12日）是日本海軍軍人，軍階為海軍中佐。1942年3月，在擔任驅逐艦「雷」艦長期間，於蘇臘巴亞海海戰激戰之後救起漂流於海上，屬於被擊沉英國艦船的442名乘組員。

## 經歷
於山形縣東置賜郡屋代村（現高畠町）的農家出生，為家中次男。父親是工藤七郎兵衛，母親是工藤琴（きん）。在山形縣立米澤中學校畢業後，於1920年入讀海軍兵學校（第51期）。同期同學有大井篤、實松穰、豐田隈雄、小園安名及有泉龍之介（座艦為伊號第四〇一潛水艦，職務是第一潛水司令，在終戰後自決）等。由於八八艦隊計劃的關係，海軍兵學校由第50期開始到第52期期間將學生人數上限加至300名。1923年於海軍兵学校畢業。其後跟隨所屬的練習艦往澳洲・紐西蘭等南洋地方作遠洋航海實習，該練習艦的艦名為「磐手」，當時的艦長為後來成為海軍大臣、總理大臣的米内光政。
遠洋航海實習完結後，被編配到輕巡洋艦「夕張」。於1924年10月調往戰艦「長門」，並在同年12月升任海軍少尉。及後，成為水雷學校及砲術學校的學生，並於1926年成為海軍中尉，再調配到第二號掃海艇作乘組員。1927年，被編配到驅逐艦「椿」，1929年再轉到驅逐艦「旗風」，在這兩艦上的職務均為擔任航海長，主要任務為堪察加半島方面作警備。1930年調到輕巡洋艦「多摩」，翌年到水雷學校高等科學習。1932年於水雷學校畢業，之後分別就任驅逐艦「桃」水雷長、重巡洋艦「鳥海」分隊長、驅逐艦「狭霧」水雷長、輕巡「球磨」水雷長、「多摩」水雷長、輕巡「五十鈴」水雷長。1937年晉升海軍少佐，翌年成為驅逐艦「太刀風」艦長。1940年轉為陸上勤務，職務為海軍砲術學校教官及横須賀鎮守府軍事法庭判士（即舊日本陸海軍軍事法庭的裁判官）。同年11月，調任驅逐艦「雷」艦長迎接太平洋戰争。

### 蘇臘巴亞海海戰的敵兵救助行動
驅逐艦「雷」當時屬於第六驅逐隊，在美日開戰時主要任務為對香港作出海上封鎖。其後，參與南方各處不同的戰事。1942年3月1日，於第二次爪哇海海戰後，與僚艦「電」一同救助被擊沉的英國皇家海軍重巡「埃克塞特」號（HMS Exeter(68)）所屬的376名乘組員。「雷」再於翌日3月2日，救起英國海軍驅逐艦遭遇號以及美軍驅逐艦蒲柏號漂流於海上的422名乘組員，並於3月3日，將被救起的人引渡到停泊於班賈爾馬辛的荷蘭醫療船「奧普頓·諾特」號上。其後，「雷」被編入菲律賓部隊，後來再被改編入第一艦隊並被受命回國。5月在第五艦隊的指揮下，參加阿圖・基斯卡島攻略作戦。
工藤於1942年8月轉任驅逐艦「響」艦長，11月晉升海軍中佐。當時「響」正執行對改装航空母艦「大鷹」的護衛任務，並三度往復於在横須賀與楚克群島之間。同年12月，工藤轉為海軍施設本部部員，於横須賀鎮守府總務部第一課工作。翌年被任命為海軍預備學生取錄考試臨時委員。1944年11月由於身體狀況欠佳，所以於翌年3月15日開始改為待命狀態。
戰後，工藤返回故鄉生活。後來，由於幫助妻子的姪兒新開業醫院處理事務，因而搬遷到埼玉縣川口市。1979年因胃癌病逝。工藤生前甚少向家人講及戰時的情況。就算工藤為了戰沒的「雷」及一同犠牲的乘組員嚴格管束自己，家人也全不知情。而他的後人要從當年被工藤救起的前英國海軍軍官口中才得知。
工藤在臨終前，早年同班的大井篤正好趕到，而工藤就對大井說：「您要好好的活下去。我是一棵孤獨的大樹呀（貴様はよろしくやっているみたいだな。俺は独活の大木だったよ）」。之後工藤就斷氣了。

## 人物
體格強建並擁有柔道段位，而性格寬大且十分温和。就這原因而被稱為「工藤大佛」。在海軍兵学校時代因受當時的校長鈴木貫太郎影響，在艦內嚴禁暴力制裁（鉄拳制裁），與部下之間的相處亦無隔閡，而在工藤作為艦長指揮下艦内，充滿了令人舒服的感覺。工藤亦相當有決斷力，並不拘泥於小細節上，因此深受部下信頼。工藤在戰後從不出席海兵同學的聚會，但在毎朝，他都會在佛前為戰死的同期及部下們祈求冥福作為日課。

## 小故事
- 高松宮宣仁親王於「長門」乗務期間，曾於樓梯跌到受傷，在這個時候在艦內只好暫時穿著草鞋。後來大正天皇得知後便打算前往問候。宣仁親王當時正為這件事十分煩惱，因為不能在大正天皇面前穿著草鞋。就這情況下只好跟艦內同僚商量。這時宣仁親王心中正好想到「我班內有個大腳的大漢，可以向『他』借鞋（私のクラスに大足の大男がいます。奴の靴を借りましょう）」，之後就向某少尉商借了。宣仁親王穿上借來的鞋後發現包上繃帶的右腳剛剛好，不過左腳就很鬆，所以「沒辦法下左腳只好穿回自己的鞋（仕方ないので左は自分の靴を履いていくことにする）」。後來，宣仁親王就穿上了一對左右大小不一的鞋去拜見前來了問候的大正天皇。結果這行動「巧妙的成功了，皇宮的人和侍從們好像全不發覺（上手く行った。御殿の人間にも侍従にも全くバレなかった）」，而令宣仁親王相當高興。之後因「不能不請『他』去喝一杯。這人很喜歡酒的（それでは奴に酒をおごらないといけませんな。奴は酒好きですから）」，宣仁親王就與同僚為「他」共3人辦宴會了。後來於同期全員的大宴會中，在宴會近尾聲的時候，某少尉就跟宣仁親王說「請殿下付賬吧（殿下のツケでお願いします）」。最後，宣仁親王就支付了全部的酒錢。而這個某少尉就是「大腳的大漢」、「喜歡酒」的「他」，而「他」就是少尉時代的工藤。（出自阿川弘之的）
- 被「雷」救起的人之中，有一位原為配屬「遭遇」號的砲術軍官名叫森姆．法勒（Sam Falle），當時為海軍中尉。他在戰後成為一名外交官，並到處尋找恩人工藤俊作的消息。當查探到工藤消息的時候，發現他已不在人世。在2003年，森姆．法勒打算前往日本打算拜祭工藤並向其後人致謝，但是最後事與願違。因此，森姆．法勒找到惠隆之介並請求他幫忙。在2004年12月，惠隆之介找到工藤所在的墓地，並向森姆．法勒報告。翌年1月惠隆之介代表森姆．法勒前往工藤的墓前拜祭。最後，在2008年12月7日，經歷66年之後，由英國駐日大使館的英國皇家海軍武官陪同下，終於來到埼玉縣川口市內，在工藤的墓前拜祭並感謝救命之恩。

## 電視節目
於2007年4月19日，富士電視台的電視節目就在節目其中的一個環節就講述這個救助活動的小故事，並以「65年前沒人知道的奇跡（誰も知らない65年前の奇跡）」為題。

## 外部連結
- （日語）
- （日語）
- （日語）
- （日語）
- （日語）